# Louviers (Franciaország)
Louviers település Franciaországban, Eure megyében. Lakosainak száma 18 347 fő (2022. január 1.). Louviers La Haye-le-Comte, Incarville, Le Mesnil-Jourdain, Pinterville, Vironvay, Surville, Saint-Pierre-du-Vauvray és Terres de Bord községekkel határos.

## Népesség
A település népességének változása:
| Lakosok száma | 15 326 | 19 000 | 18 658 | 18 259 | 18 023 | 18 410 | 18 648 | 18 518 | 18 636 | 18 347 |
|               | 1968   | 1982   | 1990   | 2006   | 2013   | 2015   | 2017   | 2019   | 2020   | 2022   |